# Correa alba
Correa alba är en vinruteväxtart som beskrevs av Gábor Gabriel Andreánszky. Correa alba ingår i släktet Correa och familjen vinruteväxter.

## Underarter
Arten delas in i följande underarter:
- C. a. pannosa
- C. a. rotundifolia